# Giulio Pranno
Giulio Pranno (Roma, 29 agosto 1998) è un attore italiano.

## Biografia
Attivo fin dal 2010 quando a dodici anni inizia il percorso teatrale che ancor oggi si alterna a quello cinematografico e televisivo. Dopo due diversi corsi di recitazione e alcune parti a teatro (da Casa Cechov, regia di Caterina Mannello, a Hikikomori, regia di Arturo Armone Caruso), arriva alle finali del Premio Hystrio del 2018, anno questo di svolta in quanto viene scelto da Gabriele Salvatores per il suo film Tutto il mio folle amore (2019) dove interpreta Vincent, sedicenne autistico di una storia che si ispira liberamente a quella vera di Andrea Antonello e suo padre Franco (nel film Willy, interpretato da Claudio Santamaria), raccontata nel romanzo Se ti abbraccio non aver paura di Fulvio Ervas. Al film del Premio Oscar, che poi lo rivorrà come co-protagonista in Comedians, seguono Security del britannico Peter Chelsom e il feroce La scuola cattolica di Stefano Mordini dove interpreta il giovane criminale Andrea Ghira, uno dei tre responsabili del massacro del Circeo avvenuto nel 1975. I tre film seguiti a Tutto il mio folle amore sono del 2021.
Nel 2023, Pranno approda alla fiction televisiva lavorando coi fratelli D'Innocenzo e in particolare nella serie Noi siamo leggenda, diretta da Carmine Elia e di genere urban fantasy, affiancando colleghi coetanei o quasi come Nicolas Maupas, Beatrice Vendramin e Giacomo Giorgio. Nel 2024 torna al cinema con Vangelo secondo Maria di Paolo Zucca, dove interpreta l'arcangelo Gabriele: curiosamente, la futura Madonna, a cui quest'ultimo riappare più volte dopo l'Annunciazione, è interpretata da Benedetta Porcaroli, con la quale aveva già recitato in tutt'altro contesto ne La scuola cattolica (la Porcaroli vi intepretava Donatella Colasanti, della quale il personaggio di Pranno era uno degli aguzzini). Intanto, Giulio non trascura l'attività teatrale interpretando stavolta Il figlio di Florian Zeller accanto a Cesare Bocci, Galatea Ranzi e Marta Gastini per la regia di Piero Maccarinelli, che lo impegna in tutta la stagione 2023-24. Oltretutto, nello stesso periodo del suo film-rivelazione Tutto il mio folle amore, Pranno aveva preso parte al videoclip del brano L'altra dimensione dei Måneskin, diretto dal duo YouNuts! e pubblicato l'11 aprile 2019.
Giulio Pranno ha conseguito più volte dei riconoscimenti fra cui il Premio Miglior Attore - Cinema Meno di Trenta nel 2019 per l'interpretazione di Vincent in Tutto il mio folle amore e il Premio Biraghi ai Nastri d'Argento 2020.

## Filmografia

### Cinema
- Tutto il mio folle amore (2019), regia di Gabriele Salvatores
- Security (2021), regia di Peter Chelsom
- Comedians (2021), regia di Gabriele Salvatores
- La scuola cattolica (2021), regia di Stefano Mordini
- Vangelo secondo Maria (2024), regia di Paolo Zucca

### Televisione
- Noi siamo leggenda (2023), serie televisiva, regia di Carmine Elia
- Dostoevskij (2024), miniserie televisiva, regia di Damiano e Fabio D'Innocenzo

### Videoclip
- L'altra dimensione (2019) dei Måneskin, regia di YouNuts!

## Teatro
- Casa Cechov (2014), regia di Caterina Mannello
- Die Hamletmaschine (2015) da Heiner Müller, regia di Valerio Jalongo e Valerio Ventura
- Hikikomori (2016-2017), regia di Arturo Armone Caruso
- Il figlio (2023-2024) da Florian Zeller, regia di Piero Maccarinelli